# Francesc Vicens
Francesc Vicens Giralt (Barcelona, 19 de junio de 1927-Fontanillas, 4 de junio de 2018) fue un escritor y político español.

## Biografía
Licenciado en derecho en la Universidad de Barcelona en 1949, desde 1955 formó parte de la célula universitaria clandestina del PSUC junto con Octavi Pellissa, Luis Goytisolo y Jordi Solé Tura, y fue encargado de la dirección de la revista Nous Horitzons (con el nombre de clandestinidad Joan Berenguer).
Aficionado a la espeleología, fue el primero en presidir la Comisión Técnica de Exploraciones Subterráneas de la FEM de la FET y de las JONS hasta 1956. En 1957 fue juzgado por un tribunal militar y encarcelado. Huyó entonces a París, donde estudió crítica de arte. Allí fue expulsado del PSUC en 1965 (coincidiendo con la expulsión de Jorge Semprún del PCE).
En 1980 se incorporó a Esquerra Republicana de Catalunya, partido con el que fue diputado en el Parlamento de Cataluña en las elecciones de 1980 y al Congreso de los Diputados en las de 1982. En 1991 abandona ERC y se afilia a Iniciativa per Catalunya, coalición con la que fue concejal en el área de Cultura del Ayuntamiento de Barcelona de 1991 a 1995.
Fue autor o coautor de numerosos escritos sobre arte y política, y entre 1969 y 1973 dirigió una historia del arte universal en 10 volúmenes. De 1974 a 1981 también fue director fundador de la Fundación Joan Miró. Fue el comisario jefe de la ambiciosa exposición Cien años de Cultura Catalana, que el Ministerio de Cultura de la UCD celebró en Madrid. En 2009 fue uno de los creadores de Acció per la Democràcia, que pide la elección directa de los diputados.

## Obras
- Avencs i Coves (1958)
- Antoni Tapies o l'"Escarnidor de Diademes" (1967)
- Artesania: Art popular (1968)
- Catedral de Tarragona (1970)
- Jorge Castillo (1970)